# Козио Валтелино
Ко̀зио Валтелѝно (на италиански: Cosio Valtellino, на западноломбардски: Cös, Кьоз) е градче и община в Северна Италия, провинция Сондрио, регион Ломбардия. Разположено е на 231 m надморска височина. Населението на общината е 5429 души (към 2010 г.).